# فرماندهی عملیات ویژه نیروی زمینی ایالات متحده آمریکا
ستاد فرماندهی عملیات ویژه نیروی زمینی ایالات متحده آمریکا (به انگلیسی: United States Army Special Operations Command) که بخشی از نیروی زمینی ایالات متحده آمریکا است، مسئولیت نظارت بر نیروهای ویژه (ارتش ایالات متحده آمریکا) را بر عهده دارد. این ستاد در فورت برگ (پایگاه نظامی) در کارولینای شمالی واقع شده و بزرگترین زیرمجموعه ستاد فرماندهی عملیات ویژه ایالات متحده آمریکا است. مأموریت این ستاد ساماندهی، تمرین، آموزش، تأمین نیروی انسانی، تجهیز، تأمین بودجه، مدیریت کردن، بسیج کردن، اعزام و تقویت کردن نیروهای ویژه (نیروی زمینی ایالات متحده آمریکا) است. این ستاد جزئی از فرماندهی مشترک عملیات ویژه است.

## نیروهای تابع

### فرماندهی نیروهای ویژه نیروی زمینی آمریکا (هوابرد)
نیروهای ویژه نیروی زمینی ایالات متحده آمریکا (به انگلیسی: Special Forces (United States Army)) نیروی مسلح آمریکایی که بخشی از نیروی زمینی ایالات متحده آمریکا است , توسط ستاد فرماندهی عملیات ویژه نیروی زمینی ایالات متحده آمریکا فرماندهی می‌شود و برای خود ۵ هدف قائل است :
- جنگ غیر متعارف
- دفاع ملی خارجی
- عملیات ویژه شناسایی
- عملیات مستقیم
- عملیات ضد تروریست

این نیروها برای عملیات‌های خود آموزش فرهنگی و زبان‌های کشورهای مختلف را می‌آموزند.

### هنگ ۷۵ رنجر (تکاور)
هنگ ۷۵ رنجر (تکاور) یک نیروی پیاده نظام سبک عملیات ویژه است.مقر فرماندهی این نیرو در فورت بنینگ,جورجیا واقع شده و شامل یک گردان نیروهای ویژه(مهندسی,پلیس نظامی,نیروهای امدادی,اطلاعات نظامی و...) و سه گردان پیاده نظام عملیات‌های ویژه است که برای انجام انواع عملیات‌های ویژه,آموزش‌های مخصوص دیده‌اند.

### فرماندهی عملیات ویژه هوانوردی ارتش آمریکا
فرماندهی عملیات ویژه هوانوردی ارتش آمریکا,وظیفهٔ سازماندهی,تامین نیرو و منابع,آموزش و تجهیز نیروهای عملیات ویژه هوانوردی ارتش  را برای خدمت رسانی به نیروی‌های ویژه ارتش بر عهده دارد.

## لیست فرماندهان
| شماره. | تصویر | نام                            | شروع فرماندهی | پایان فرماندهی |
| ------ | ----- | ------------------------------ | ------------- | -------------- |
| ۱.     |       | ارتشبد Peter Schoomaker        | اکتبر ۱۹۹۶    | ۱۹۹۷           |
| ۲.     |       | سپهبد William Tangney          | اکتبر ۱۹۹۷    | ۱۱ اکتبر ۲۰۰۰  |
| ۳.     |       | ارتشبد Bryan D. Brown          | اکتبر ۲۰۰۰    | ۲۹ اوت ۲۰۰۲    |
| ۴.     |       | سپهبد Philip R. Kensinger, Jr. | اوت ۲۰۰۲      | ۸ دسامبر ۲۰۰۵  |
| ۵.     |       | سپهبد Robert W. Wagner         | دسامبر ۲۰۰۵   | ۷ نوامبر ۲۰۰۸  |
| ۶.     |       | سپهبد John F. Mulholland, Jr.  | نوامبر ۲۰۰۸   | ۲۴ ژوئیه ۲۰۱۲  |
| ۷.     |       | سپهبد Charles T. Cleveland     | ژوئیه ۲۰۱۲    | ۱ ژوئیه ۲۰۱۵   |
| ۸.     |       | سپهبد Kenneth E. Tovo          | ژوئیه ۲۰۱۵    | تا کنون        |